# Челобанов, Сергей Васильевич
Серге́й Васи́льевич Челоба́нов (род. 31 августа 1961, Балаково, Саратовская область, РСФСР, СССР) — советский и российский композитор, аранжировщик, певец.

## Биография
Родился в семье инженера Василия Васильевича и музыканта и педагога Нины Петровны Челобановых. Учился в школе № 15 и в музыкальной школе по классу фортепиано; музыкальную школу не окончил, увлёкшись игрой на гитаре. В юности занимался боксом. В 10 классе был чемпионом Саратовской области по боксу.
Заняться всерьёз музыкальной карьерой и вспомнить о начальном музыкальном образовании во многом помогла музыка групп Deep Purple, Led Zeppelin, Rolling Stones, Al Jarreau, James Brown и The Beatles. В 1980 году играл в ВИА «Поющие сердца» в Балаковском дворце культуры химиков; благодаря игре в ансамбле, познакомился со своей женой Людмилой. Потом служил в армии, в стройбате под Свердловском, там был руководителем оркестра, завклубом и киномехаником.
Был участником различных музыкальных коллективов: «Молодость», «Каменный цветок», «Поющие сердца», «Молодые голоса», «Лимузин», «Интеграл», «H-Band» Создавал проекты «Гвардия» и «Лето»

### Образование
Продолжил своё музыкальное образование в ЗНУИ (Заочный народный университет искусств, г. Москва).

### Музыкальная карьера
Его сольная карьера началась благодаря Аркадию Укупнику, который дал послушать кассету с записями Сергея Марте Могилевской, в сотрудничестве с которой Челобанов выпустил свой первый клип на песню «Всё нормально». 
Осенью 1990 года Сергей Челобанов лично знакомится с Аллой Пугачёвой. Начинается их роман и творческое сотрудничество. Сергей Васильевич заключает контракт с Театром песни Аллы Пугачёвой.  Один из совместных хитов, записанных дуэтом с Пугачёвой  - песня Игоря Николаева «Незваный гость». В 1990 году в с/к «Олимпийский» состоялся дебют группы «H-Band», лидером которой был Сергей Васильевич Челобанов. В том же году Челобанов появился в программе «Голубой огонёк» с песней «Пойдём со мной» (муз. С. Челобанова; сл. В. Артюшкова).
В 1991 году был записан первый сольный альбом «Незваный гость», который вышел только в 1993 году. Второй альбом «Не знаю, как тебе сказать…» вышел также в 1993 году. В это же время Челобанов записал две песни для художественного фильма «Божья тварь» и сыграл в нем одну из ролей. 
В 1994 году у Челобанова с Аллой Пугачёвой происходит разрыв.
В 1995 году на студии Александра Кальянова был записан альбом «Каприз».
В 2000 году вышел альбом «ЧелоФилия», музыку к 16-ти песням (из 17-ти) написал Сергей Челобанов. Исполнителем стал Филипп Киркоров, продюсером — Алла Пугачева. 
После выпуска третьего альбома музыкант, в основном, переключился на студийную работу.
Вновь  Челобанов начал выступать в 2007 году. Второе рождение он получил благодаря проекту «Ты — суперстар», где занял третье место.
В качестве композитора, кроме Филиппа Киркорова,  Сергей Васильевич Челобанов сотрудничал с Матильдой ПАБ (альбом «Время настало»), с Дианой Гурцкая, Анжеликой Агурбаш, Ольгой Стельмах, Настей Николь, Александрой Германовной, Алёной Азаровой, группами «Стрелки», «Федерация». Всего Челобановым написано более 100 песен.
Сергей Челобанов является официально зарегистрированным автором в РАО («Российское авторское общество»).
В 2008 году в звукозаписывающей компании LM Records был записан альбом «Бешеный» в жанре Русский шансон. Альбом не предназначался для официального издания и был записан по инициативе автора Кирилла Крастошевского для одного мероприятия. Песни исполнил Сергей Челобанов.
Сергеем Васильевичем написано множество аранжировок. В качестве аранжировщика он работал с Аллой Пугачёвой, Ларисой Долиной, Кристиной Орбакайте, Сергеем Зверевым, Ниной Шацкой, Стасом Михайловым, Евгением Куликовым, Софьей Бубновой, группами «На-На», «Кар-Мэн», «Сирены».

## Факты из биографии
В ноябре 2020 года на платформе YouTube был создан творческий канал Челобанов СВ фан-клуб группа «H-Band»
где наиболее полно представлено творчество Сергея Васильевича Челобанова, как певца, композитора, аранжировщика, автора-исполнителя собственных песен.

### Семья
- Мать: Нина Петровна Челобанова — педагог.
- Отец: Василий Васильевич Челобанов — инженер. 22 октября 2008 скончался от сердечного приступа.
- Братья:
  - Александр Васильевич Челобанов (род. 1965) — композитор, аранжировщик и музыкант.
  - Василий Васильевич Челобанов (род. 1972) — инженер-механик.
- Дети:
  - Денис Сергеевич Челобанов (род. 1983) — от первого брака.
  - Никита Сергеевич Челобанов (род. 1987) — от первого брака.
  - Александр Сергеевич Челобанов (род. 2016) — от брака с Евгенией Гранде.
    - Внучка: Валерия

### Личная жизнь
- 1986—2008 — брак с Людмилой Челобановой.
- 2015 — фактический брак с актрисой Евгенией Гранде.

## Интересные факты
- Песня — «Поцелуй меня, девочка» была упомянута в книге Сергея Минаева VideoТы.
- В 1992 году клип на песню «Поцелуй меня девочка» (композитор Виталий Окороков), снятый Фёдором Бондарчуком, получил Гран-при Международного фестиваля видеоклипов в Будапеште.
- Песня и клип «Ты вспомни» были посвящёны А. Б. Пугачёвой[4].
- В программе «Ты суперстар» 2007 года Челобанов исполнил песни:  1 выпуск - О, Боже;  2 выпуск - Текила-любовь; 3 выпуск - Песня о далёкой Родине; 4 выпуск - I feel good; 5 выпуск - Пепел любви; 6 выпуск - Странные танцы (с группой Чили); 7 выпуск - Satisfaction; 8 выпуск - Ты кинула; 9 выпуск - Это здорово; 10 выпуск - Пять причин;  11 выпуск - Женщина с картины Рафаэля;  12 выпуск -  1. Танго и  2. Звездолёт;  13 выпуск (Гала-концерт) - Моя ты королева (дуэт с Азизой).
- В программе «Ты суперстар» 2008  года в 5 выпуске, в качестве приглашённой звезды, Челобанов исполнил песню: «Остановите музыку».

## Дискография
1. 1993 - Незваный гость (Reissue) (CD) (лейбл: Jeff Records) 
  1. Болван
  2. Переулок
  3. Пойдём со мной
  4. Всё нормально
  5. НЛО
  6. Поцелуй меня, девочка
  7. Незваный гость
  8. Идём на край земли
  9. Чувак
  10. Лжетоварищи
  11. АУ
  12. Мамайка
  13. Берег твой
2. 1993 - Не знаю, как тебе сказать... (CD) (лейбл: General Records) 
  1. О Боже
  2. Подарки на память мне
  3. Свита
  4. Блюз
  5. Новолуние
  6. Не обещай
  7. Сыграем в любовь
  8. Мы с тобой, как день и ночь
3. 1995 - Каприз (CD) (лейбл: Biz Records/PolyGram) 
  1. Каприз
  2. Подружка
  3. Дождись меня
  4. Подшофе
  5. Охота
  6. Давай будем
  7. Танго
  8. Твой ангел
  9. Аэропорт
  10. Грешная
  11. Тайна
  12. Такая жизнь
4. 2000 - Челоfилия (CD) (лейбл: Монолит/Арт-студия "АЛЛА") 
  1. Настроения нет
  2. НЛО
  3. Эй чувак
  4. Ты послушай меня, приятель
  5. Танго (Ты меня ещё не любишь)
  6. Ты береги её, мужик
  7. Rock-n-Roll
  8. Тайна
  9. Ночной порой
  10. Мамайка
  11. Однажды
  12. Мокрый блюз
  13. Всё очень просто
  14. Подожди
  15. Льётся тягучий настой
  16. Шальной ветер
  17. Огонь и вода (Bonus track)
5. 2008 - Бешеный (CD) 
  1. Женщина с картины Рафаэля
  2. Прощай, Бутырка
  3. Он был пожизненно сослан...
  4. Выпьем, пацаны, помолясь
  5. Рыбалка
  6. Первомайское СИЗО (Я донос не подписал...)
  7. Станция Спортивная
  8. Бывшая любимая
  9. Воля вольная
6. 2011 - Небо (Promo CD) 
  1. Introduction
  2. Небо
  3. Ты для меня
  4. Звездолёт
  5. Новый год (дуэт с Александрой Германовной) (Бонус)
  6. Ты - Солдат (дуэт с В.В.Полковником) (Бонус)

## Фильмография
- 1991 — Божья тварь — Иисус
- 1992 — Джулия